# Sebastinae
Sebastinae (лат.) — подсемейство морских лучепёрых рыб семейства скорпеновых из отряда скорпенообразных. Иногда рассматривается как отдельное семейство Sebastidae. В состав подсемейства включают 7 родов и более 130 видов.
Представители подсемейства распространены в тропических, субтропических и умеренных морях Индийского, Тихого и Атлантического океанов. Большинство представителей живёт в прибрежной зоне у рифов и скал, но есть и глубоководные виды. Прибрежные виды обычно имеют пёструю окраску. Это придонные, реже придонно-пелагические рыбы. Все скорпеновые плохо плавают, предпочитая держаться ближе к дну. Это хищные рыбы, поджидающие свою добычу в засаде. Свыше 100 видов размножаются живорождением. У всех видов в спинном, анальном и брюшных плавниках имеются ядовитые шипы.

## Трибы и роды
Подсемейство включает две трибы и семь родов:
- Tribe Sebastini Kaup, 1873
  - Helicolenus Goode & T. H. Bean, 1896 — Синеротые окуни, или беспузырные окуни
  - Hozukius Matsubara, 1934 — Хозукии
  - Sebastes Cuvier, 1829 — Морские окуни
  - Sebastiscus Jordan & Starks, 1904 — Морские окуньки
- Tribe Sebastolobini Matsubara, 1943
  - Adelosebastes Eschmeyer, T. Abe & Nakano, 1979
  - Sebastolobus Gill, 1881 — Шипощёки
  - Trachyscorpia Ginsburg, 1953 — Трахискорпии